# Pyrinia agonisaria
Pyrinia agonisaria är en fjärilsart som beskrevs av Walker 1860. Pyrinia agonisaria ingår i släktet Pyrinia och familjen mätare. Inga underarter finns listade.